# Тирувотијур
Тирувотијур (там. திருவொற்றியூர்) је град у Индији у држави Тамил Наду. Према незваничним резултатима пописа 2011. у граду је живело 248.059 становника.

## Становништво
Према незваничним резултатима пописа, у граду је 2011. живело 248.059 становника.
| 1991.   | 2001.   | 2011.   |
| ------- | ------- | ------- |
| 168.642 | 212.281 | 248.059 |